# Alleuze
Alleuze település Franciaországban, Cantal megyében. Lakosainak száma 225 fő (2022. január 1.). Alleuze Anglards-de-Saint-Flour, Fridefont, Saint-Flour, Saint-Georges, Villedieu, Val-d'Arcomie és Neuvéglise-sur-Truyère községekkel határos.

## Népesség
A település népességének változása:
| Lakosok száma | 281  | 240  | 219  | 205  | 209  | 212  | 216  | 223  | 223  | 225  |
|               | 1968 | 1982 | 1990 | 2006 | 2013 | 2015 | 2017 | 2019 | 2020 | 2022 |